# Digitaria imbricata
Digitaria imbricata är en gräsart som beskrevs av Robert D. Webster. Digitaria imbricata ingår i släktet fingerhirser, och familjen gräs. Inga underarter finns listade i Catalogue of Life.